# Mirjam de Goeij-Smulders
Maria Everina Barbara (Mirjam) de Goeij-Smulders (Gouda, 6 juni 1942) is een Nederlands politicus van het CDA.
Ze was voorzitter van de plaatselijke Katholieke Volkspartij (KVP) in Bleiswijk in de tijd dat die opging in het CDA. Verder is ze daar een paar jaar lid van de steunfractie geweest voor ze rond 1978 in Bleiswijk gemeenteraadslid werd, vervolgens wethouder en vanaf 1986 ook locoburgemeester. In april 1990 volgde haar benoeming tot burgemeester van de toenmalige Zuid-Hollandse gemeente Voorhout. In juli 1997 werd ze burgemeester van Berkel en Rodenrijs. In januari van dat jaar was de burgemeester daar, Edo Hofland, vertrokken naar het ministerie van Buitenlandse Zaken (hij werd later Nederlands ambassadeur in Zwitserland) en in de maanden daarna was Cor de Ronde in Berkel en Rodenrijs de waarnemend burgemeester. Deze werd na het vertrek van De Goeij-Smulders waarnemend burgemeester van Voorhout.
Ze bleef burgemeester van Berkel en Rodenrijs tot die gemeente op 1 januari 2007 samen met de gemeenten Bergschenhoek en Bleiswijk opging in de nieuwe gemeente Lansingerland waarmee haar functie kwam te vervallen.